# National Speed Skating Oval
National Speed Skating Oval è un'arena situata al Olympic Green di Pechino, che ospita il pattinaggio di velocità su ghiaccio ed è stata progettata dallo studio d'architettura Populous per essere utilizzata per le Olimpiadi invernali.
Ha ospitato i Campionati mondiali di pattinaggio di velocità 2021 e in seguito le gare di pattinaggio di velocità alle Olimpiadi invernali del 2022. L'arena è stata costruita sul sito che era occupato dall'ex Olympic Green Hockey Field utilizzato per hockey su prato e dell'Olympic Green Archery Field utilizzato per il tiro con l'arco.